# اگنوگ (یوتا)
اگنوگ (به انگلیسی: Eggnog) یک منطقهٔ مسکونی در ایالات متحده آمریکا است که در شهرستان گارفیلد، یوتا واقع شده‌است. اگنوگ ۱٬۳۵۴٫۸۵ متر بالاتر از سطح دریا واقع شده‌است.